# Sistema penale della Cina
Il sistema penale della Repubblica Popolare Cinese è composto principalmente da un sistema di detenzione amministrativa e detenzione giudiziaria. Alla metà del 2015 i detenuti delle carceri gestite dal Ministero della giustizia risultavano essere 1.649.804, corrispondenti a un tasso di 118 detenuti per 100.000 abitanti. Nel 2009, i detenuti nelle strutture del Ministero della pubblica sicurezza erano 650.000, corrispondenti a un tasso di 164 detenuti per 100.000 abitanti.  
La Cina ha anche mantenuto l'uso della pena di morte con diritto di approvazione riservato alla Corte suprema del popolo e ha un sistema di pena di morte con sospensione in cui l'esecuzione è sospesa, a meno che il condannato non commetta un altro reato grave entro due anni dalla sospensione. Vi sono discussioni per sollecitare un maggior ricorso all'uso dei penitenziari e sono in corso dibattiti per far sì che il Ministero della giustizia abbia il controllo amministrativo dei detenuti ed evitare che la polizia abbia troppo potere. 

## Legislazione penale
La legislazione penale cinese è composta principalmente dal Codice Penale, promulgato per la prima volta nel 1979 e successivamente modificato nel 1997. Il Codice Penale cinese è diviso in due parti principali:
- Prima parte - Disposizioni Generali
  - Capitolo I: Obiettivi e principi fondamentali;
  - Capitolo II: Reati e responsabilità penale;
  - Capitolo III: Pene;
  - Capitolo IV: Applicazione concreta delle pene;
  - Capitolo V: Altre disposizioni;
- Parte Due: Disposizioni Specifiche
  - Capitolo I: Reati contro la sicurezza nazionale;
  - Capitolo II: Reati contro la sicurezza pubblica;
  - Capitolo III: Reati che disturbano l’ordine dell’economia socialista;
  - Capitolo IV: Reati contro i diritti dei cittadini;
  - Capitolo V: Reati contro la proprietà;
  - Capitolo VI: Reati che ostacolano l’amministrazione dell’ordine pubblico;
  - Capitolo VII: Reati contro gli interessi della difesa nazionale;
  - Capitolo VIII: Reati di corruzione e concussione;
  - Capitolo IX: Reati di negligenza del dovere;
  - Capitolo X: Reati dei militari;
  - Capitolo XI: Disposizioni supplementari;

Dalla sua codifica nel 1979, il sistema penale cinese ha mantenuto un approccio perlopiù inquisitorio, con un’enfasi significativa sulle indagini pre-processuali e sugli interrogatori.

## Popolazione
A metà 2015, nelle prigioni gestite dal Ministero della Giustizia erano trattenuti 1.649.804 prigionieri, che corrisponde ad un tasso di 118 detenuti per 100.000 abitanti. Se si aggiungono le 650.000 persone detenute nei centri di detenzione del Ministero della Sicurezza Pubblica nel 2009, si arriverebbe a un totale di 2.300.000 detenuti portando il tasso a 164 detenuti per 100.000 abitanti. Nella stessa relazione, si rileva che le donne rappresentano circa il 6,5%, i giovani lo 0,8% e gli stranieri lo 0,4% della popolazione totale detenuta nelle strutture del Ministero della Giustizia.

## Detenzioni

### Investigative
I dipartimenti di Pubblica Sicurezza, le procure pubbliche, i tribunali pubblici e le commissioni di vigilanza hanno il potere di emettere un ordine di detenzione e i prigionieri vengono generalmente detenuti in strutture gestite dai dipartimenti di sicurezza pubblica, anche se solitamente le commissioni di vigilanza si occupano dei detenuti di loro competenza. Il dipartimento di sicurezza di stato ha competenze e diritti simili a quelli dei dipartimenti di sicurezza pubblica. 
Durante il proprio mandato, i delegati al congresso nazionale o a congressi locali al di sopra del livello della contea, non possono essere imprigionati o sottoposti a procedimento penale senza previa approvazione da parte del comitato dei membri della rispettiva legislatura.

### Amministrative
I funzionari di sicurezza pubblica possono citare in giudizio i civili ai fini investigativi e possono ricorrere all'uso della forza quando il civile rifiuta di cooperare o se approvato da un ufficiale superiore. La legge sulla sanzione dell'amministrazione di sicurezza pubblica stabilisce che la polizia non è autorizzata ad interrogare il cittadino oltre le otto ore secondo motivazioni fondate, a meno che il cittadino abbia commesso una violazione che possa comportare la detenzione amministrativa, in quel caso, l'interrogatorio può essere esteso a 24 ore. La legge sulla procedura penale stabilisce che la polizia non debba interrogare qualcuno per più di dodici ore, a meno che quel qualcuno sia il principale sospettato del crimine, in quel caso può essere esteso a ventiquattro ore.
Se la polizia trovasse prove sufficienti per un crimine, può sottoporle ad un procuratore e chiedere l'autorizzazione per l'arresto, oppure se ci fossero prove minori o considerate reato, può imporre la detenzione amministrativa fino a quattordici giorni.
I funzionari di sicurezza di Stato hanno diritti e autorità simili a quelli dei funzionari di sicurezza pubblica.

### Procuratorie
I procuratori possono approvare l'arresto quando esiste un motivo ragionevole su richiesta della polizia o talvolta per conto proprio per reati riguardanti i dipendenti pubblici su cui indaga (la cui funzione è stata assorbita dalle commissioni di vigilanza), dopodiché il sospettato viene posto in detenzione (investigativa) penale, che può durare due mesi e con l'approvazione dell'ufficio superiore, può essere estesa fino a sette mesi.

### Giudiziarie
I tribunali pubblici possono convocare i cittadini e, con l'approvazione del Presidente di Giuria, trattenere coloro che interrompono il processo giudiziario o rifiutano di cooperare. La detenzione giudiziaria dura fino a quattordici giorni, di solito presso le strutture dei dipartimenti di sicurezza pubblica. Viene autorizzata su diverse basi di diritto penale processuale, diritto civile processuale e diritto procedurale amministrativo. 

### Di vigilanza
Le commissioni di vigilanza (istituite a marzo 2018) possono trattenere funzionari pubblici e politici sospettati di corruzione quando si dispone di una ragionevole quantità di prove. Le detenzioni devono essere approvate da una commissione superiore o dalla commissione nazionale. La detenzione politica o LiuzhiW, può essere applicata per un massimo di tre mesi, che può essere prorogata una volta per un massimo di tre mesi se approvata da una commissione superiore. I funzionari civili detenuti non sono sempre autorizzati alle visite, incluso il loro avvocato. Questo viene autorizzato ai sensi della legge sulla vigilanza.

## Sanzioni

### Amministrative
I dipartimenti di sicurezza pubblica e sicurezza di stato sono fanno parte del ramo amministrativo e possono limitare la libertà dell'individuo. Per violazione della legge sulla sanzione amministrativa, la polizia può imporre sanzioni per conto proprio, sebbene i detenuti possono richiedere un ricorso amministrativo al proprio dipartimento di supervisione o presentare una causa amministrativa a un tribunale.
La detenzione amministrativa per i reati commessi prevista dalla legge sulla pena amministrativa è fino a quindici giorni o venti per reati multipli. Sono esenti gli adolescenti fino a sedici anni e le donne in gravidanza o che allattano un bambino di età inferiore a un anno. Gli adolescenti dai sedici ai diciotto anni sono esenti dal loro primo reato.
La riabilitazione obbligatoria può essere imposta ai tossicodipendenti che rifiutano o interrompono la riabilitazione comunitaria o che hanno ricominciato a fare uso di sostanze regolarmente dopo una precedente riabilitazione della durata di due anni. Gli organi di sicurezza pubblica emettono l'ordine di riabilitazione obbligatoria. I centri di riabilitazione sono spesso gestiti dagli organi di sicurezza pubblica e, in determinate zone, dagli organi di amministrazione giudiziari. Vi sono disaccordi sul fatto che ciò conferisca agli organi di sicurezza pubblica un potere eccessivo con poca o talvolta nessuna supervisione. Anche l'efficacia della riabilitazione obbligatoria viene messa in discussione, ed è spesso vista più come un deterrente che una riabilitazione.

### Giudiziarie
Per coloro che vengono perseguiti e giudicati colpevoli, il tribunale ha la facoltà di condannarli alle seguenti sanzioni che ne limitano la libertà in accordo con la legge:
La sorveglianza pubblica o GuanzhiW, lett. "controllo" non richiede un periodo di detenzione e i condannati possono tornare immediatamente in libertà ma devono riferire regolarmente le loro attività al dipartimento di polizia locale o al dipartimento amministrativo giudiziario per una durata di minimo tre mesi fino a un massimo di due anni come stabilito dal tribunale e in caso di reati multipli si può arrivare a tre anni. La sorveglianza richiede anche che libertà di parola, associazione, editoria, protesta ecc. siano limitate se non approvate dall'agenzia di segnalazione designata, anche se è possibile ugualmente votare e ricoprire cariche pubbliche. Per coloro che si trovano sotto sorveglianza, il diritto alla parità di retribuzione sul lavoro è protetto per legge.
La detenzione criminale o JuyiW ha un arco di tempo che va da un mese a sei mesi e viene effettuata in un luogo vicino alla propria residenza, il condannato viene sottoposto a sorveglianza dal dipartimento di polizia locale e può tornare a casa uno o due giorni ogni mese. È possibile che gli sia data l'opportunità di lavorare mentre sono detenuti e di ricevere un compenso.
La reclusione a tempo determinato varierà da sei mesi a quindici anni, o nel caso fossero colpevoli di reati multipli, il periodo di tempo massimo sarà di venti anni o il tempo di condanna congiunto, che a seconda dei casi può essere inferiore. Se ridotto da una pena di morte, il termine sarà di venticinque anni. Se ridotto da un ergastolo, il termine sarà di vent'anni.
L'ergastolo può quasi sempre essere ridotto a tempo determinato, sebbene il tempo totale di sconto della pena non deve essere al di sotto dei dieci anni. La detenzione a vita senza libertà vigilata è stata emanata dalla legge penale l'11 dicembre 2015, ed è applicabile a coloro che sono stati condannati per peculato.
La pena di morte con due anni di reclusione sarà commutata in ergastolo se il condannato non ha commesso nessun altro reato grave nel periodo dei due anni o in reclusione a tempo determinato se il condannato ha collaborato per risolvere un crimine grave o si è rivelato di notevole contributo per la società. La pena di morte con rinvio a giudizio, senza libertà vigilata può essere automaticamente ridotta a detenzione a vita senza condizionale se non viene commesso nessun altro crimine nel periodo dei due anni, da quel momento in poi la pena non potrà più essere commutata.
La pena di morte con esecuzione immediata deve essere approvata dalla Corte suprema del popolo. Non è applicabile alle donne in gravidanza, ai minori e, nella maggior parte dei casi, a coloro che hanno più di settant'anni. Se una donna viene trovata incinta in qualsiasi momento durante il periodo di detenzione o è incarcerata prima dell'esecuzione anche se ha abortito, l'esecuzione sarà annullata, la sentenza decade e il tribunale dovrà ridefinire la sentenza adeguata.
Se si è condannati a qualsiasi tipo di reclusione, il tempo pre-processuale del detenuto verrà detratto dal tempo effettivo necessario per scontare la pena e, in caso di condannati a sorveglianza pubblica, un giorno di detenzione sarà conteggiato come due giorni scontati.

## Amministrazione
Le carceri vengono gestite dall'amministrazione carceraria dei dipartimenti di giustizia locali, mentre i centri di detenzione dai dipartimenti di polizia. Le celle di detenzione per i condannati a detenzione amministrativa o penale vengono amministrate dal dipartimento di polizia locale. I condannati a tempo determinato o all'ergastolo o alla pena di morte, vengono detenuti in carceri gestite dall'amministrazione carceraria locale supervisionata dal Beaureu dell'amministrazione carceraria del Ministero della Giustizia. 

### Centri di detenzione
I centri di detenzione sono gestiti dal dipartimento di sicurezza pubblica locale, che a sua volta è regolato dal Ministero della Sicurezza Pubblica (MPS), le normative di questi centri di detenzione non sono prestabilite in quanto non esistono leggi chiare sul loro funzionamento ma solo regolamenti interni stabiliti dal MPS e dal dipartimento provinciale di sicurezza pubblica.
Il centro di detenzione amministrativa o Juliu SuoW, lett. "struttura di soggiorno e detenzione" , viene utilizzato solitamente per la detenzione amministrativa o giudiziaria di un periodo minore di quindici giorni. Di solito è situato all'interno di una stazione di sicurezza pubblica e sorvegliato dalla polizia. I detenuti vengono generalmente rilasciati prima dei quindici giorni.
Il centro di detenzione generale o Kanshou SuoW, lett. "struttura di guardia e sorveglianza", viene utilizzato per i sospettati di un'indagine penale in corso su autorizzazione dei procuratori o per detenzione criminale su condanna emessa dal tribunale. In questi centri vengono anche scontate le condanne di reclusione a tempo determinato che abbiano un periodo di pena effettiva, al momento del verdetto, corrispondente a meno di tre mesi. Il perimetro di queste strutture viene sorvegliato dalla Polizia armata del popolo (PAP), ed è sotto il controllo del dipartimento di sicurezza pubblica.
A coloro che sono stati puniti o condannati per un breve periodo non sono richieste mansioni lavorative, ma quelli che hanno una condanna prolungata potrebbero averne bisogno.
A volte questi centri di detenzione sono situati nel medesimo luogo o conglobati con un notevole livello di separazione.

### Carceri
Solitamente le carceri sono di grandi dimensioni e sorvegliate dall'Ufficio per l'amministrazione penitenziaria del Ministero della giustizia ai sensi della Legge sulle carceri. L'unica eccezione è il carcere di Qincheng, che viene gestito dal Ministero della Sicurezza Pubblica ed è noto sapere abbia "ospitato" condannati di alto profilo. Le carceri sono controllate da un capoguardia e poche guardie, assieme ad una squadra di polizia. Ad amministrare la prigione vi è la polizia popolare. Il perimetro di queste strutture viene sorvegliato dalla polizia armata popolare. L'ufficio del procuratore supervisiona le prigioni che rientrano nella sua giurisdizione, che devono garantire i diritti dei detenuti e l'operatività legittima della prigione. Secondo quanto riferito, le carceri, a seconda della loro posizione, dovrebbero avere condizioni di vita migliori rispetto ai centri di detenzione gestiti dalle stazioni di sicurezza pubblica. Le donne e i minorenni vengono detenuti in strutture separate dai maschi adulti.
Per adulti
Il prigioniero dovrà esercitare delle mansioni e ricevere un compenso. È noto che nella maggior parte delle carceri si utilizzi un sistema a punteggi, attraverso il quale tutti i prigionieri che oltrepassino il punteggio finale riceveranno un compenso aggiuntivo in base ai punti extra ottenuti. Il giudice del processo di commutazione terrà conto anche della documentazione relativa al lavoro svolto come prova di buona condotta. Le carceri dovranno essere dotate di un'aula e di una sala lettura e avranno il dovere di offrire istruzione ai detenuti. Il prigioniero in caso di bisogno dovrà ricevere prontamente cure mediche. La prigione dovrà essere dotata di un'infermeria. Le prigioni utilizzano un sistema basato su punteggi per valutare la condotta dei detenuti.
Le detenute donne vengono tenute in strutture separate e sorvegliate da ufficiali di sesso femminile, in genere gli ufficiali uomini non vengono ammessi in queste strutture ma se devono incontrarsi con le detenute per motivi ufficiali, saranno accompagnati da un ufficiale donna.
Per minorenni
Come previsto dalla legge, i condannati di età inferiore ai diciotto anni saranno assegnati in strutture minorili e nel caso in cui raggiungano l'età di diciotto anni nel periodo di detenzione, se la loro pena residua fosse inferiore a due anni, finiranno di scontare la pena nella struttura attuale.

### Riformatori giudiziari
Nel 2016, da quando è stato varato il disegno di legge sui riformatori giudiziari, si sono animate svariate discussioni. Dal 2003 nonostante l'irritazione generale sulla diversità di esercitare la correzione nei riformatori e che è inclusa nell'ottava modifica della legge penale del 2011, la pratica variava sul modo di attuarla in quanto non vi sono istruzioni chiare. Di conseguenza, la maggior parte di coloro che avrebbero dovuto partecipare ai programmi di correzione sono rimasti a piede libero, e senza neanche svolgere il loro dovere di denuncia mensile alla stazione di polizia. E per questo motivo, il riformatorio viene concesso raramente e applicato invece per questioni mediche ai prigionieri. Si prevede che la legislazione sui riformatori aumenterà l'uso di tali misure e di conseguenza potrà ridurre il sovraffollamento delle carceri e combattere i recidivi migliorando il reintegro dei prigionieri nella società.

## Riduzione della pena
La riduzione della pena (commutazione) viene proposta a quei detenuti che hanno dimostrato una buona condotta e, in tal caso l'amministrazione delle carceri stabilirà se applicare la riduzione o la libertà vigilata, mentre il tribunale intermedio di competenza della prigione avvierà il processo per decidere tra commutazioni e condizionali sulla base del materiale fornito e delle testimonianze degli stessi prigionieri, della guardia e dei compagni di cella. Il procuratore della stessa giurisdizione invierà un rappresentante per presenziare in tali processi. Per coloro che sono stati condannati all'ergastolo o alla pena di morte con rinvio a giudizio, le loro commutazioni e condizionali verranno accolte presso la corte suprema della giurisdizione corrispondente.

## Assoluzione
La Costituzione conferisce al Comitato permanente del Congresso nazionale del popolo il potere di decidere su un'assoluzione e al Presidente di firmarlo e approvarlo. Il 28 agosto 2015, il presidente Xi ha firmato l'ordine di assoluzione che ha comportato il rilascio di oltre trentamila prigionieri, la maggior parte dei quali avevano partecipato alla guerra di resistenza o alla rivoluzione comunista. Questa è stata l'ottava volta per un'assoluzione di tale portata, e la prima volta dopo il decesso di Mao.